# ولند، انتاریو
ولند، انتاریو (به انگلیسی: Welland) یک شهرک در کانادا است که در شهرداری منطقه نیاگارا واقع شده‌است.

## خصوصیات
ولند ۵۰٬۶۳۱ نفر جمعیت دارد و ۱۷۵٫۳۰ متر بالاتر از سطح دریا واقع شده‌است.